# Ivan Pešić
Ivan Pešić (Fiume, 1989. március 17. –) horvát válogatott kézilabdajátékos. 2008-ig a fiumei RK Zamet játékosa volt, jelenleg a Meshkov Brest játékosa.
2009. február 8-án hajnalban vélelmezhetően egy csaknem 30 fős roma társaság egyik tagja egy veszprémi szórakozóhelyen vesén szúrta. A szórakozóhely biztonsági kamerája által rögzített videófelvétel alapján az elkövetéssel meggyanúsított személyt Ausztriában, menekülés közben fogta el az osztrák rendőrség. (A csapat Iváncsik Gergő gyermekének születését ünnepelte. Pešić két csapattársát, Žarko Šesumot és Marian Cozmát ugyancsak megtámadták, utóbbit szíven szúrták, és a kórházba szállítás közben belehalt sérüléseibe.) Pešić olyan sérüléseket szenvedett, hogy egyik veséjét el is kellett távolítani. A mentőszolgálat közleménye szerint ők szállították kórházba, de a HírTV kiderítette, hogy azon az éjszaka nem a mentő hanem Uros Vilovszki az MKB Veszprém szerb játékosa a vállán vitte a 400 méterre lévő kórházba.

## Eredményei
- Világbajnokság
  - Ezüstérmes: 2025

## Fordítás
- Ez a szócikk részben vagy egészben  az   Ivan Pešić című horvát Wikipédia-szócikk ezen változatának fordításán alapul.  Az eredeti cikk szerkesztőit annak laptörténete sorolja fel. Ez a jelzés csupán a megfogalmazás eredetét és a szerzői jogokat jelzi, nem szolgál a cikkben szereplő információk forrásmegjelöléseként.